# Gegye
Gegye, även stavat Gê'gyai, är ett härad (dzong) som lyder under prefekturen Ngari i Tibet-regionen i sydvästra Kina.